# Hemigrammocharax minutus
Hemigrammocharax minutus és una espècie de peix de la família dels citarínids i de l'ordre dels caraciformes.

## Morfologia
- Els mascles poden assolir 2,7 cm de longitud total.[4][5]

## Hàbitat
És un peix d'aigua dolça i de clima tropical.

## Distribució geogràfica
Es troba a Àfrica: la República Democràtica del Congo (sud de Katanga) i Zàmbia (Bangweulu).